# Javier Raya
Francisco Javier Raya Buenache (Madrid, 20 d'abril de 1991) és un patinador artístic espanyol. Va ser el campió d'Espanya el 2011 i ha competit en vuit campionats de la Unió Internacional de Patinatge sobre Gel.

## Vida personal
Francisco Javier Raya Buenache va néixer el 20 d'abril de 1991 a Madrid. Va estudiar ballet des dels sis anys fins que en tenia disset. Estudia comunicació audiovisual a la Universitat Complutense de Madrid. El maig de 2016 va fer pública la seva homosexualitat en una publicació a Instagram.

## Carrera
Raya va començar a patinar el 1998 en una pista a prop de l'estació de tren de Chamartín de Madrid. El seu primer entrenador va ser Jocelyn Flanagan. S'entrena amb Carolina Sanz i Jordi Lafarga a Madrid i passa alguna estada entrenant al Canadà durant l'estiu. Ha treballat amb Daniela Slovak a Calgary, Manon Perron a Mont-real i Brian Orser a Toronto.
Raya va fer el seu debut europeu el 2011, on va quedar dinovè. Va patir una lesió a la cama abans de la Trofeu Nebelhorn de 2011, però es va recuperar al novembre. Es va retirar dels campionats d'Espanya de 2012 a causa de la malaltia, i més tard es va perdre els europeus de 2012, però va competir en el campionat mundial del mateix any, on va acabar vint-i-quatrè.
Raya va competir en els Jocs Olímpics d'hivern de 2014 a Sotxi i es va col·locar vint-i-cinquè. Es va retirar dels campionats del món de 2014 a causa d'una lesió de l'adductor de la cama esquerra. En els campionats d'Europa de 2015 d'Estocolm, es va col·locar vint-i-unè en el programa curt i catorzè tant al patí lliure com en la categoria general.